# Lyperomyia trispatulatus
Lyperomyia trispatulatus är en tvåvingeart som beskrevs av Okadome 1985. Lyperomyia trispatulatus ingår i släktet Lyperomyia och familjen lövflugor.
Artens utbredningsområde är Filippinerna. Inga underarter finns listade i Catalogue of Life.